# Naturschutzgebiet Roderbachtal mit Seitensiefen
Das Naturschutzgebiet Roderbachtal mit Seitensiefen erstreckt sich in Nord-Süd-Richtung südöstlich von Dierath in der Stadt Leichlingen im Rheinisch-Bergischen Kreis und grenzt bei Balkerberg im Süden an das Naturschutzgebiet Weltersbachtal an.

## Beschreibung
Es handelt sich um ein 1,4 km langes steiles Sohlenkerbtal entlang des Roderbachs. Dazu gehören mehrere seitlich eingeschnittene Siefen mit Quellbächen und ausgeprägten Quellmulden. Die Hanglagen sind mit Buchenwald bestückt, der teilweise aus Altholz besteht. Von den Oberhängen ziehen sich an einigen Stellen Fichtenaufforstungen bis in die Talsohle hinab. Dort gibt es Auwaldbereiche und im Unterlauf einige ungenutzte Teiche. Das Roderbachtalsystem bildet mit dem
gut ausgebildeten Biotopkomplex, Resten von naturnahen gewässerbegleitenden Auenwäldern sowie der hohen Strukturvielfalt und einem naturnahen Gewässerverlauf und verlandenden Kleingewässern einen wertvollen Lebensraum, insbesondere für Amphibien.

## Schutzzwecke
Das Naturschutzgebiet wird zur Erhaltung, Sicherung und zur Wiederherstellung eines Siefenkomplexes mit naturnahen Quellbereichen, begleitenden Waldbeständen sowie einer landschaftstypischen Geländestruktur geschützt.

## Wanderwege
Der Wanderweg A2 führt am Unterlauf des Roderbaches entlang aus dem Weltersbachtal nach Norden und wendet sich dann nach Osten Richtung Roderbirken bzw. Roderhof.

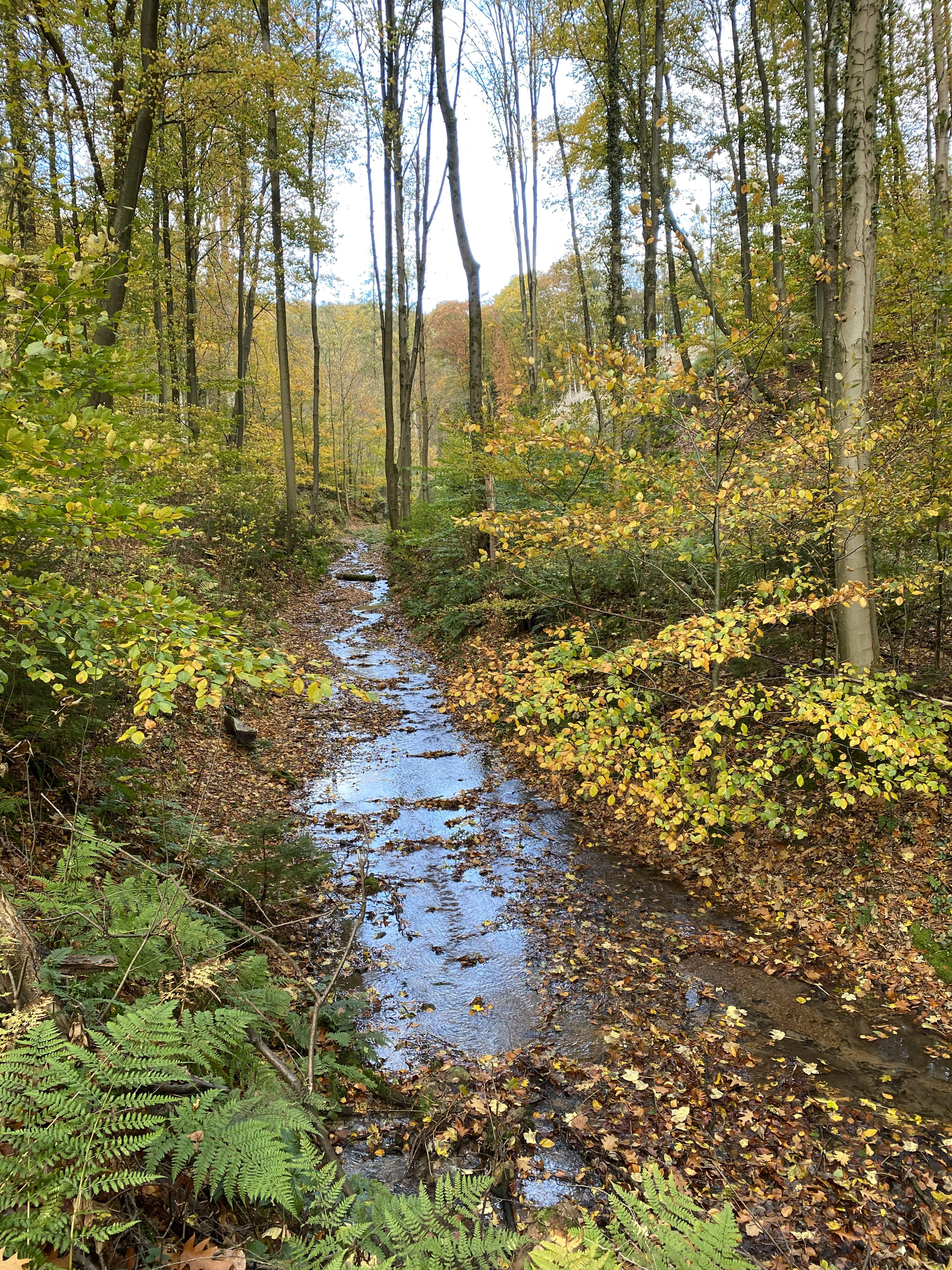
Unterlauf Roderbach
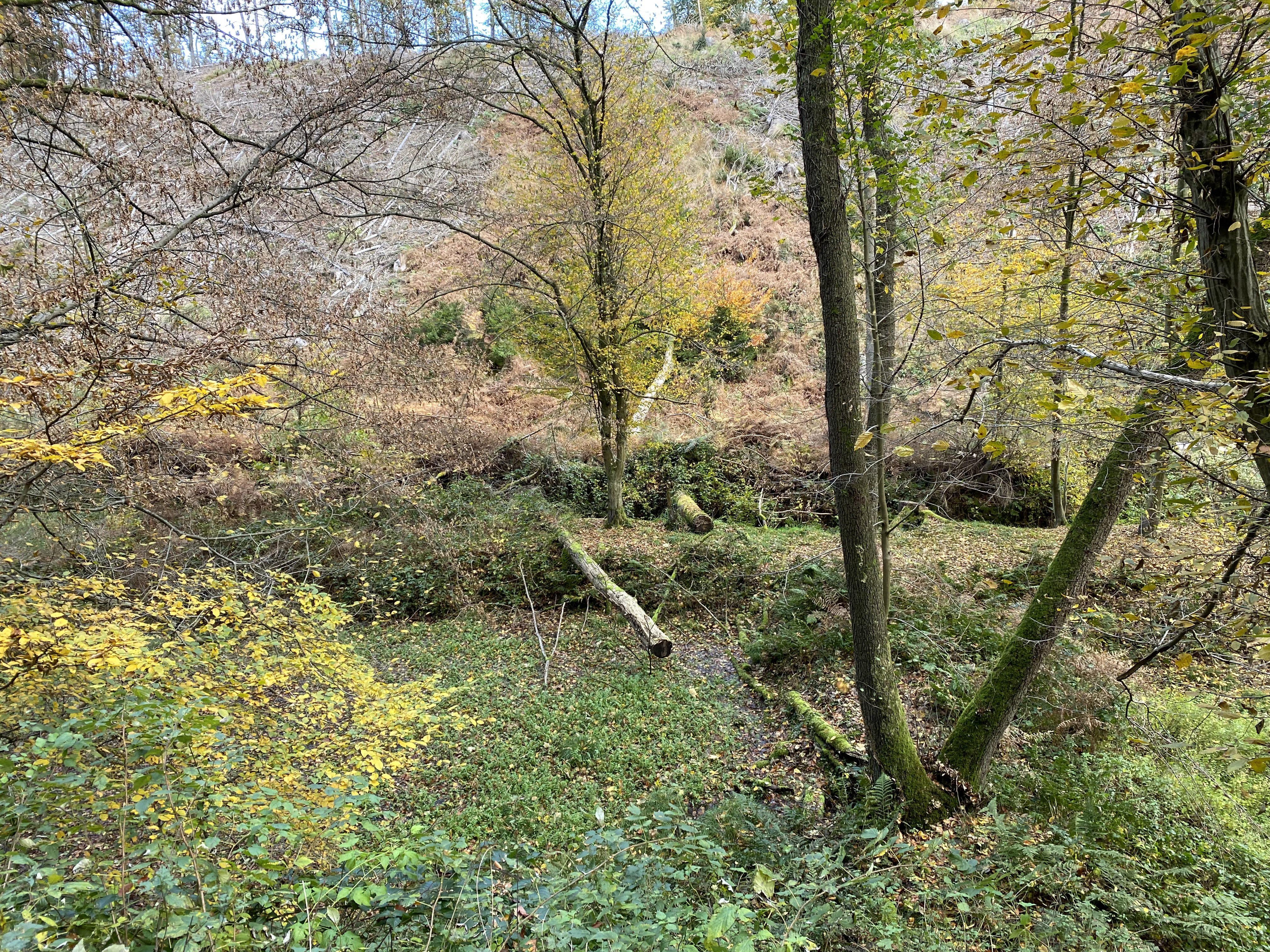
Aufgelassener Teich, dahinter Unterlauf des Roder Baches am Hang eines Kahlschlages
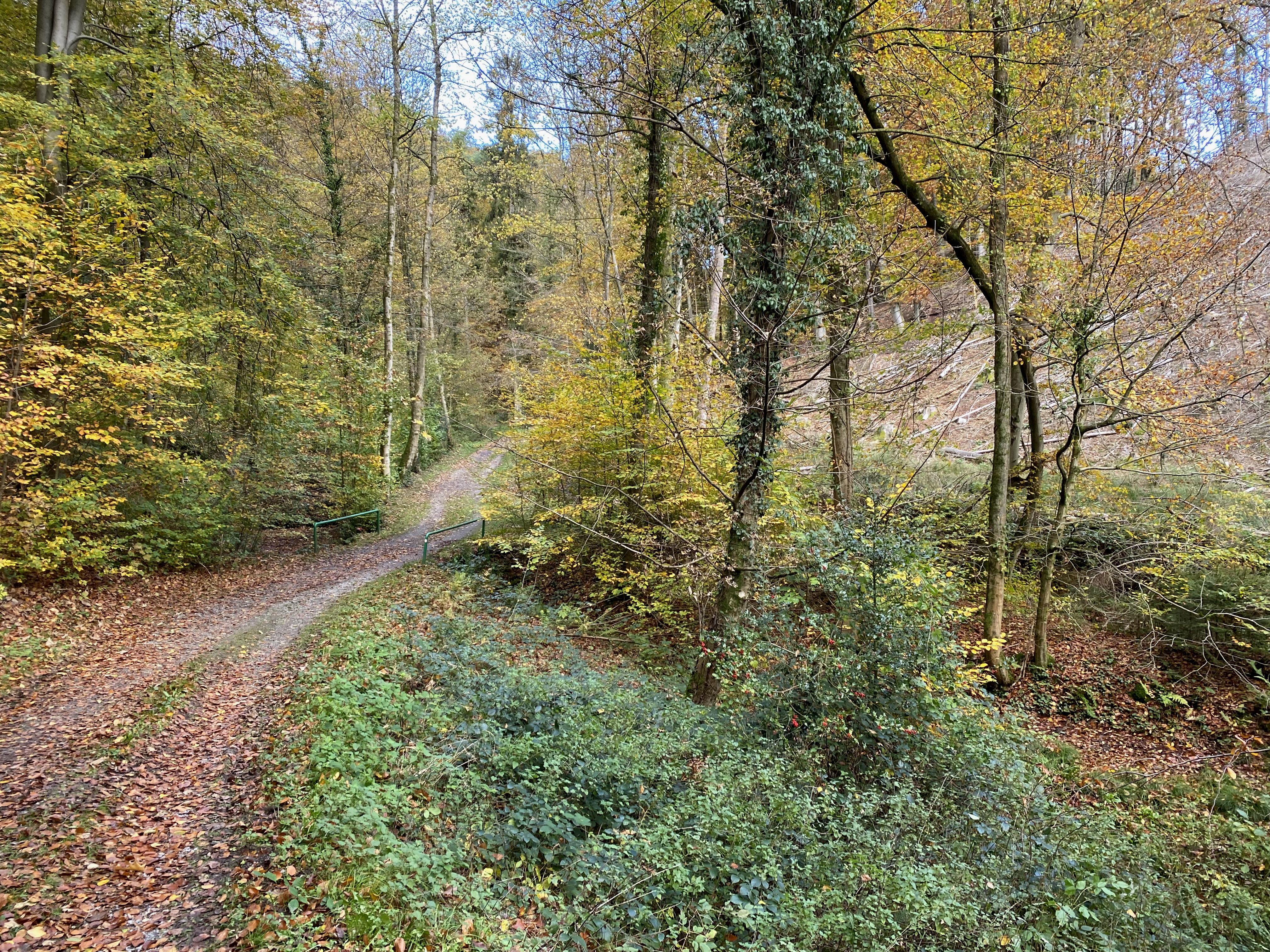
Spatzendelle, die die ehemaligen Teiche speiste,  unterquert den Wanderweg A2
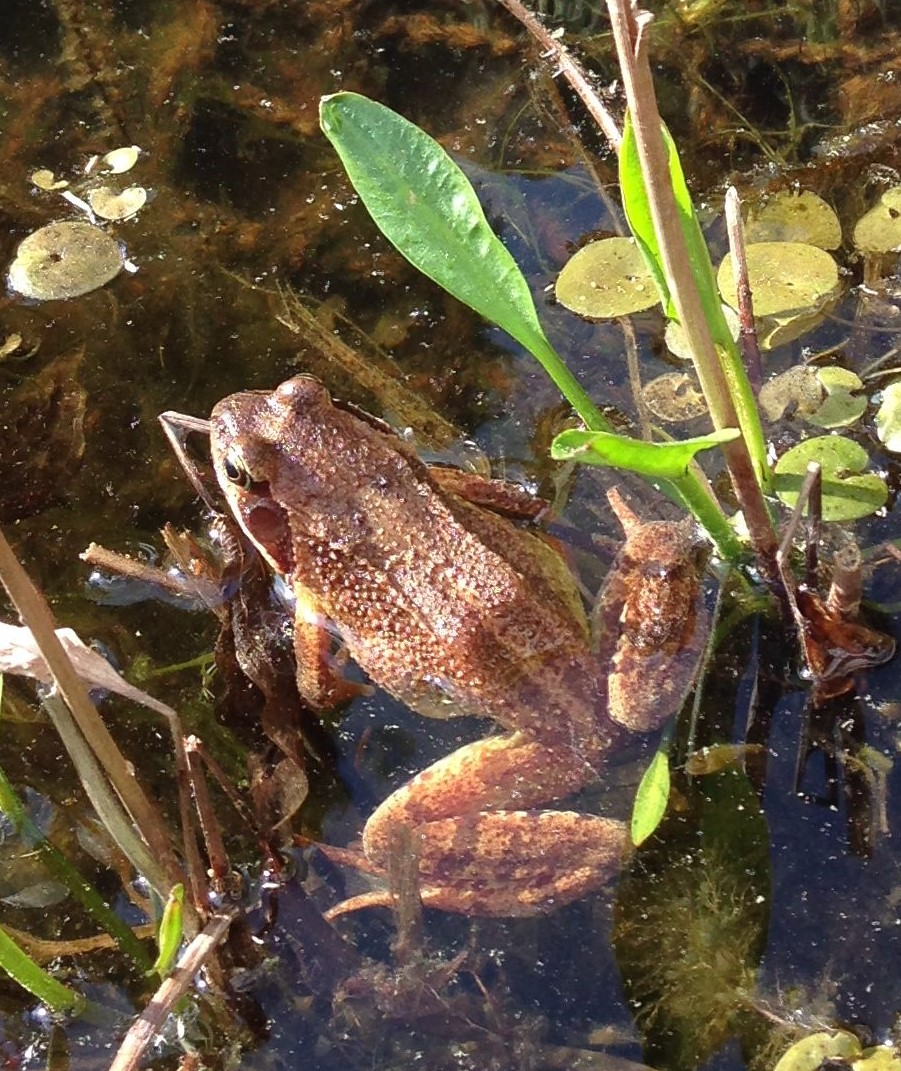
Grasfrosch findet Laichgewässer am Roderbach
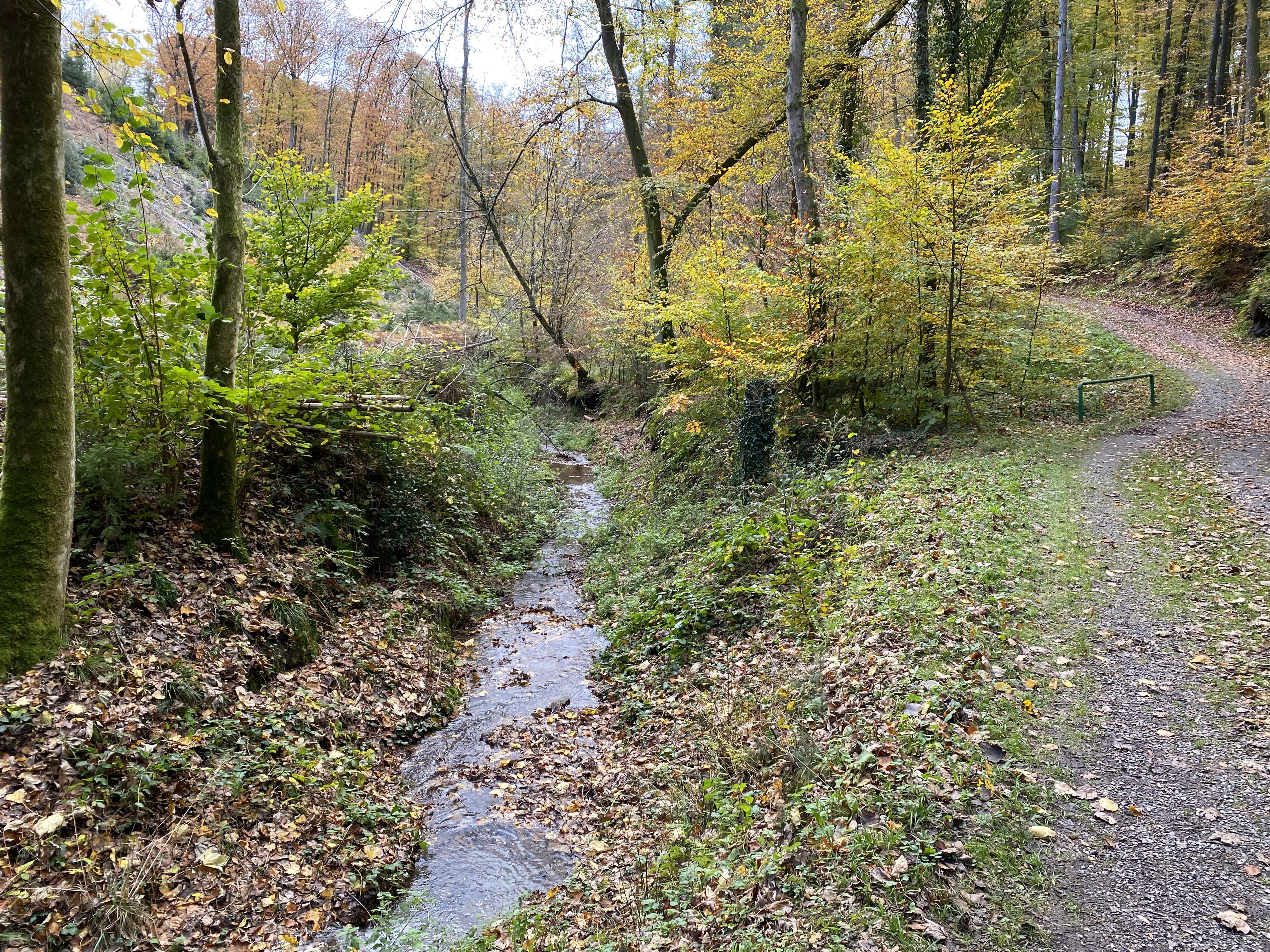
Roderbach an der Einmündung Spatzendelle
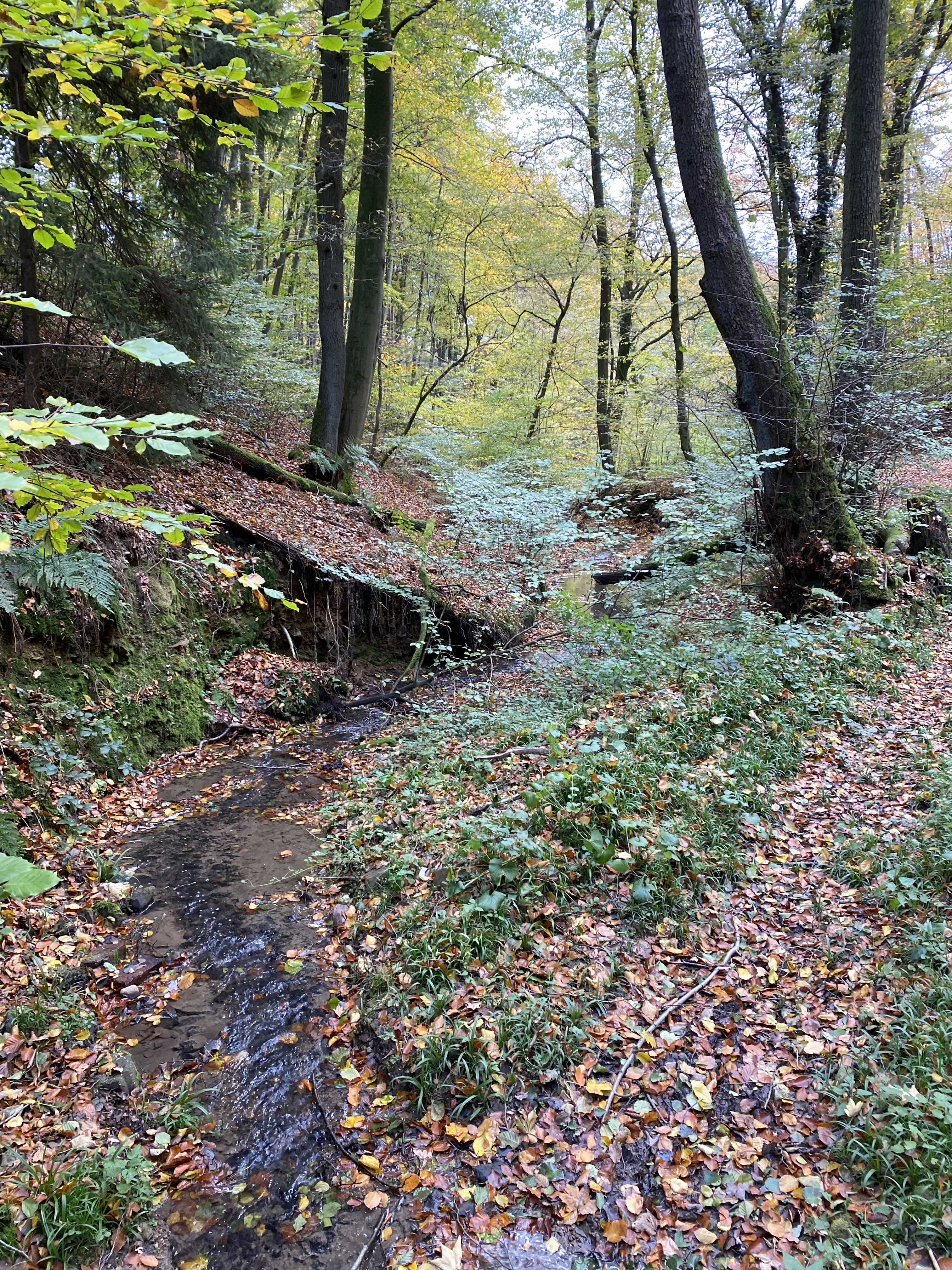
Roderbach
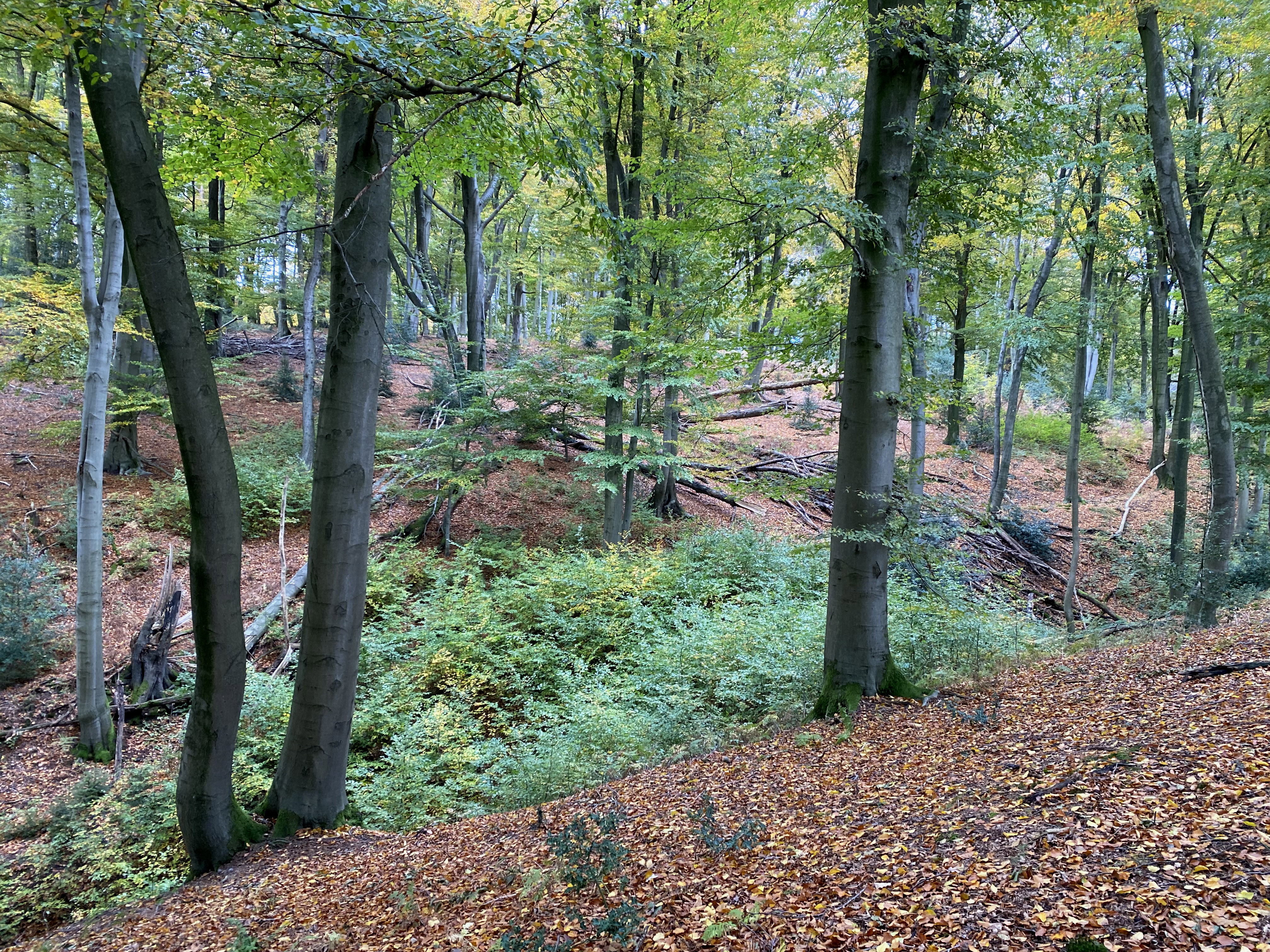
Bachtal der Schuler Delle – linkes Seitengewässer des Roderbaches
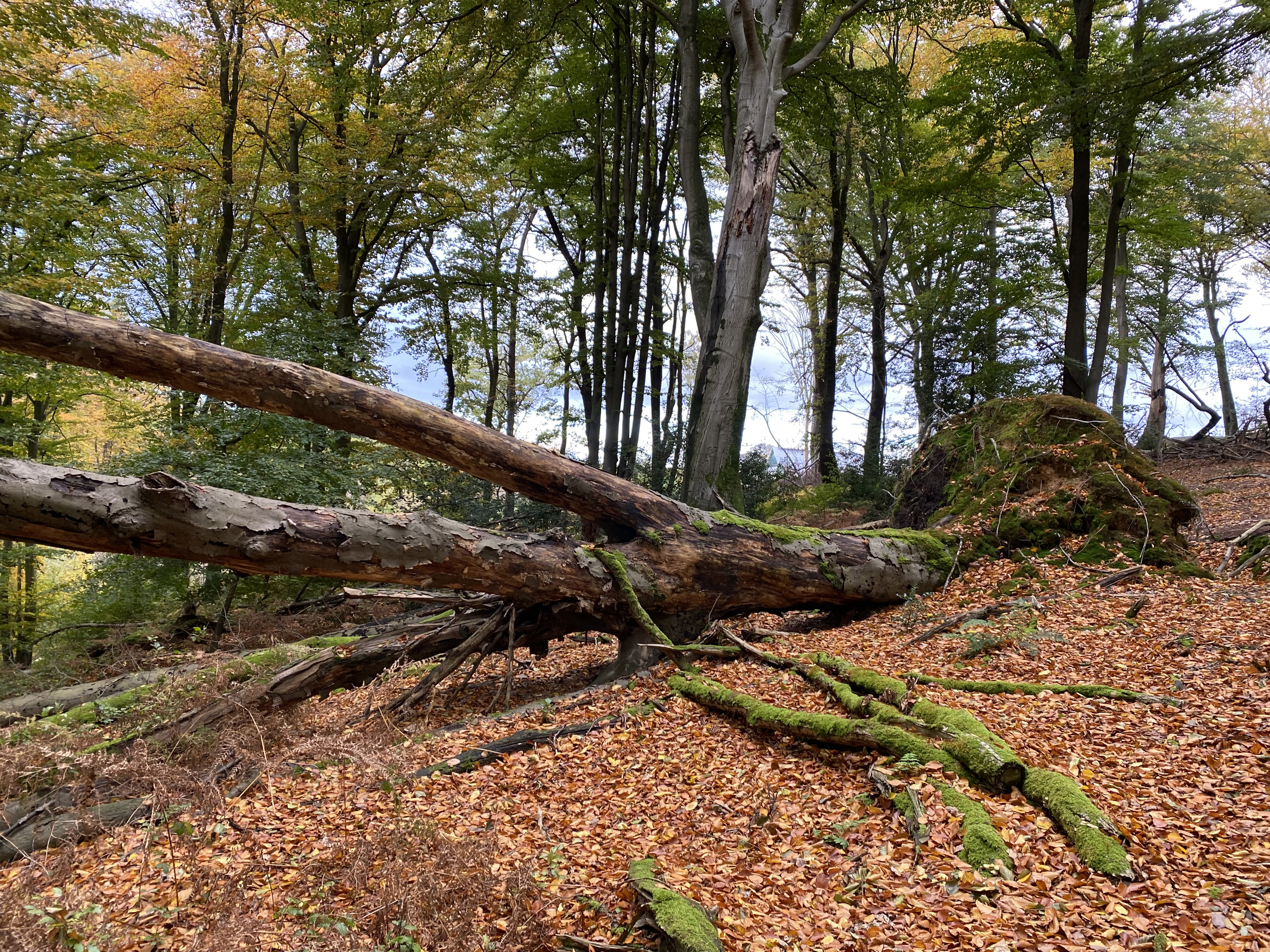
Totholz an der Schuler Delle
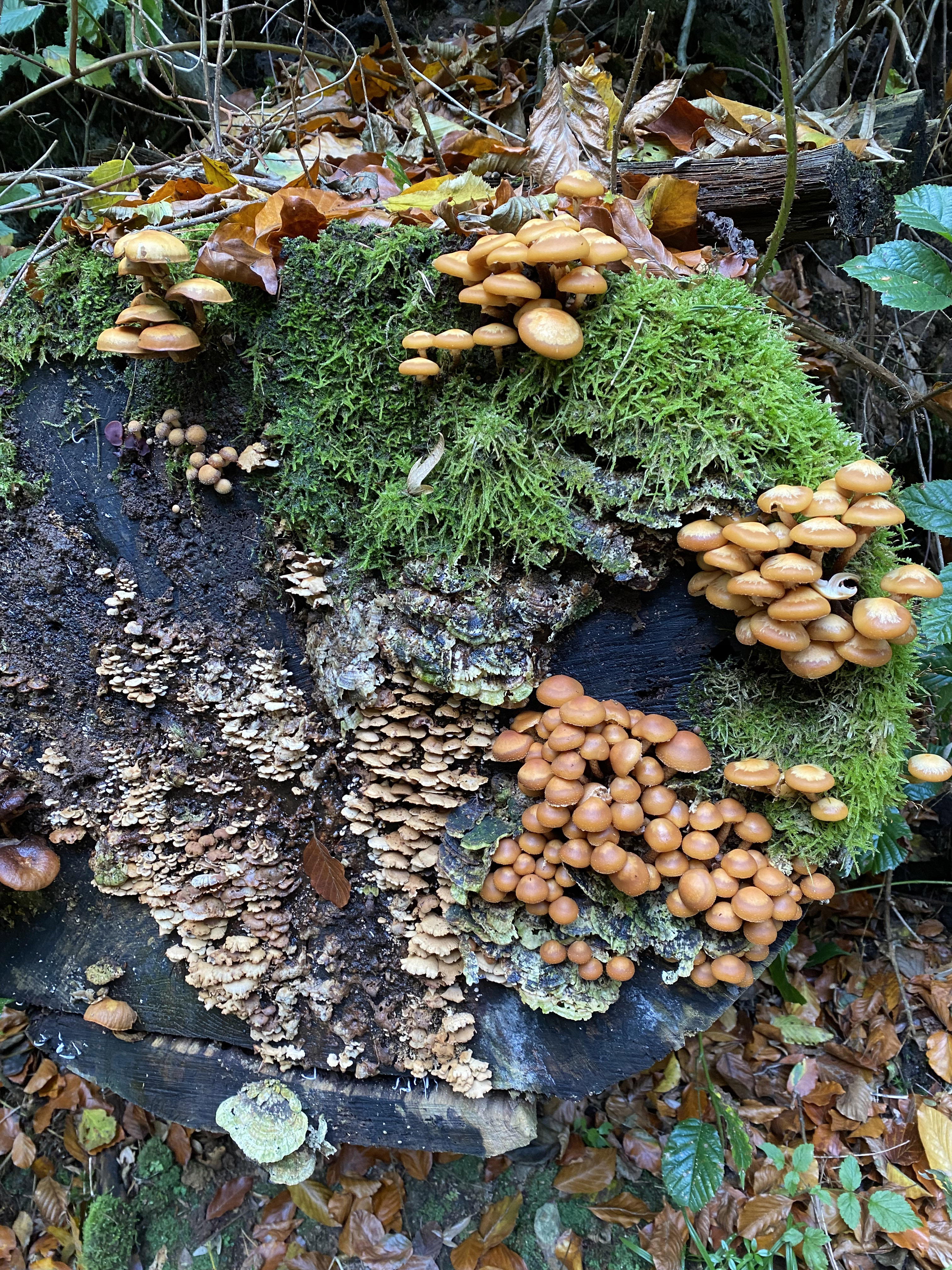
Verschiedenste Pilzarten zersetzen das Totholz
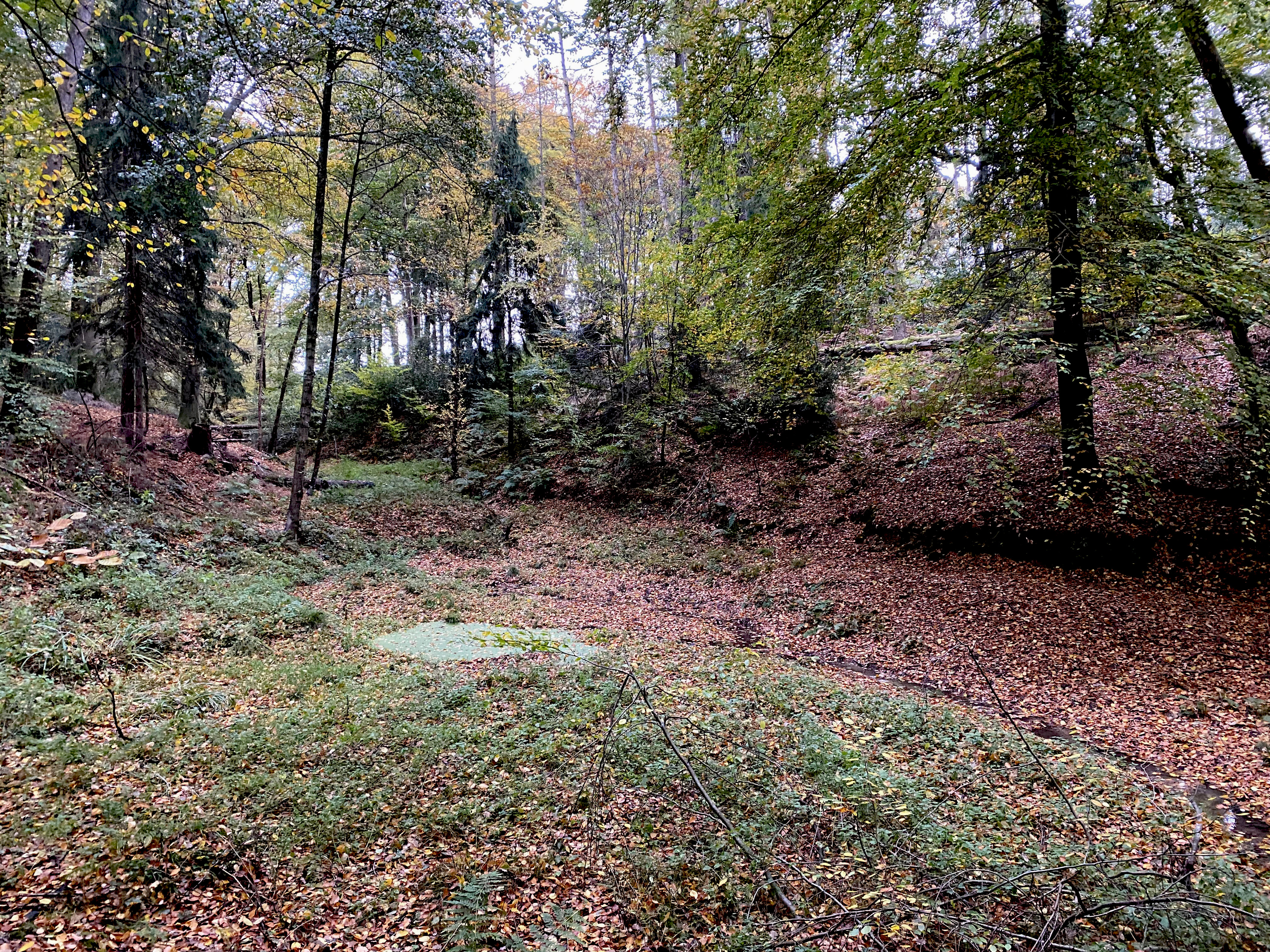
Kotzsiepen – nördlichstes, linkes Seitengewässer des Roderbaches